# Mustafa Hadid
Mustafa Hadid (født 25. august 1988 i Kabul, Afghanistan) er en afghansk fodboldspiller, der spiller for Altona 93.

## Tidligere liv
Hadid blev født i Kabul, men flygtede i 1996 med sin familie fra Afghanistan, for at undgå borgerkrigen.

## Klubkarriere
I 1998 startede Hadid med at spille fodbold, og startede hos TuS Germania Schnelsen. Han spillede her i seks år, indtil han skiftede til Hamburger SV, og kom på klubbens U19 hold. Her spillede han U19 bold i to år, indtil han rykkede tilbage til sin barndomsklub, TuS Germania Schnelsen, dog som senior spillere denne gang.
Efter en han kun fik spillet 2 ligakampe for klubben, skiftede han i sommeren 2007 til Eintracht Norderstedt. Han fik aldrig det helt store gennembrud i klubben, og blev brugt som backup. Han spillede kun 31 kampe for klubben i 2 sæsoner, men scorede dog 11 mål.
I 2009/10 sæsonen skiftede Hadid til Altona 93, hvor han hurtigt fandt sig til rette, og udviklede sig til en nøglespiller i klubben.

## Landshold
Hadid fik sin debut den 4. juni 2008 i en 2-2 uafgjort mod Sri Lanka.